# Michel Rheault
Michel Rheault, né à Sainte-Thérèse[Quand ?], est un auteur-compositeur-interprète et écrivain vivant à Montréal.

## Biographie
Né à Sainte-Thérèse, Michel Rheault fait un baccalauréat et une maîtrise en études littéraires à l’Université du Québec à Montréal. De 1992 à 2021, il est professeur de littérature au Cégep de Rosemont. Il est membre de l’Union des écrivaines et des écrivains québécois.

## Réception critique
Michel Rheault publie en 1993 un premier essai littéraire aux Éditions VLB sous la direction de Jacques Lanctôt : Les voies parallèles de Pauline Julien. Premier livre québécois traitant du travail de la chanteuse, contenant plusieurs photographies inédites et suivi de 32 textes de ses chansons,,. Michel Rheault insiste sur le caractère littéraire du travail de Pauline Julien et plus particulièrement sur son travail, à l'époque méconnu, d'autrice de chansons,.
En 2002, Michel Rheault publie son deuxième texte, Dalida, une œuvre en soi, essai qui inaugure les Éditions Va Bene. Un livre qui analyse en profondeur l’œuvre musicale et cinématographique de Dalida et dresse un portrait de la chanteuse italo-égyptienne, tout juste 15 ans après son décès prématuré en 1987. Il y établit entre autres un lien, noté à plusieurs reprises par des journalistes, entre la figure de George Sand et celle de Dalida,,. L'essai est réédité aux Éditions Alias en 2017.
En 2004, il publie un premier recueil de nouvelles, C'était écrit (Éditions Vents d'Ouest). Un recueil qui a pour leitmotiv, la formule « c'était écrit »,. En 2006, deux nouvelles œuvres sont publiées : un recueil de poésie, Si jamais la musique (Écrits des Forges) et Leçons de lumière - Lettre ouverte à Françoise Chandernagor, publié aux Éditions Nota Bene. Le texte sera également publié en France (en 2007) aux éditions du Mercure de France. Dans ce livre, l'auteur s'adresse directement à l'écrivaine Françoise Chandernagor, analyse l'ensemble de son œuvre et y « écout[e] la voix des femmes qui peuplent l'univers de l'académicienne Goncourt ».
En 2020, Michel Rheault publie un essai sur la soprano américaine Renée Fleming.

## Œuvres
- Les voies parallèles de Pauline Julien ; suivi de trente-deux chansons, Montréal, Éditions VLB, 1993, 164 p.  (ISBN 2-89005-553-1)
- ...Mais debout (disque), Montréal, 1999. (620675132655)
- Dalida - une œuvre en soi, Québec, Éditions Va bene, 2002, 185 p.  (ISBN 2-89518-111-X)
- C'était écrit, Gatineau, Vents d'Ouest, Rafales, 2004, 93 p.  (ISBN 2-89537-076-1)
- Si jamais la musique, Trois-Rivières, Écrits des Forges, 2006, 123 p.  (ISBN 2-89046-986-7)
- Leçons de lumière - Lettre ouverte à Françoise Chandernagor, Québec, Éditions Nota bene, Collection Prose et poésie, 2006, 129 p.  (ISBN 2-89518-244-2)
- Leçons de lumière - Lettre ouverte à Françoise Chandernagor, Paris, Mercure de France, 2007, 125 p.  (ISBN 978-2-7152-2657-9)
- Dalida - une œuvre en soi, Montréal, Éditions Alias, Collection Poche, 2017, 174 p.  (ISBN 9782924787090)
- Renée Fleming - la constellation de l'horloge, Montréal, Éditions Varia, 2020, 202 p.  (ISBN 9782896061587)